# Copelatus tomokunii
Copelatus tomokunii är en skalbaggsart som beskrevs av Satô 1985. Copelatus tomokunii ingår i släktet Copelatus och familjen dykare. Inga underarter finns listade i Catalogue of Life.